# Markýz

Hodnostní a heraldická koruna britského markýze

Markýz je dědičný titul vyšší šlechty označující stupeň mezi hrabětem a vévodou. Nejčastěji používán ve Francii (marquis), Itálii (marchese), Španělsku (marqués) a Velké Británii (marquess). Panství markýze je možné označit jako markýzství.
Titul vznikl z titulu markrabě – správce marky, tj. území na pomezí Franské říše, který měl zvláštní výsady oproti ostatním hrabatům, mohl např. svolávat válečnou pohotovost, aby bránil hranice. Vzhledem k tomu byl stavěn výše, nad hrabata.
Výraz pochází z francouzského marquis, který zase pochází z germánského mark, tj. hranice a graf, tj. hrabě. Jde tedy o „hraběte pohraniční země“, tj. marky (kupř. Moravy).

## Dějiny titulu podle zemí

### Velká Británie

Anglicko-velšské pohraniční marky (oranžově) ovládané barony z marek

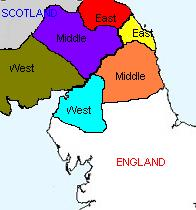
Skotské jižní pohraniční marky

V Anglickém království byl titul markýze zaveden jako přímé odvození franského markraběte. Šlo tedy o správce neklidné pohraniční oblasti. Prvním markýzem na britských ostrovech se roku 1385 stal Robert de Vere, 8. hrabě z Oxfordu, který byl po podmanění Irska jmenován markýzem dublinským. Postupně na Britských ostrovech i titul markýze ztratil svůj vojenský charakter a byl udělován jako šlechtický titul a peerství z titulu krále anglického, skotského, irského, krále Spojeného království Británie a Irska a nakonec krále Spojeného království Británie a Severního Irska. V současnosti (2016) zasedají v horní sněmovně dva markýzové Anglie, čtyři markýzové Skotska, osm markýzů Velké Británie (kreováni po roce 1707 a po vydání Aktu o unii), sedm markýzů Irska a 18 markýzů Velké Británie a (severního) Irska, přičemž se tito peeři od sebe liší datem udělení titulu. Několik dalších markýzů existuje jako dvorské tituly (courtesy titles) britských vévodských domů. Markýz je po vévodovi druhým nejvyšším titulem a je buď spojen s peerstvím nebo jej drží některý vévoda a peer (vévoda jej ale může jako dvorský titul postoupit nejstaršímu synovi). Tak jako u jiných titulů britské vyšší šlechty není možné být markýzem a zároveň nebýt peerem či synem vévodského peera. Britští markýzové až na malé výjimky (markýz Douro), užívají predikáty s "of", tedy místní příslušnost svého titulu (př. marquess of Worcester). Čestným titulem britského markýze je "nejctihodnější" (The Most Honourable marquess of ...). Markýz se oslovuje "Mylorde" či "Vaše Lordstvo" (My lord nebo Your Lordship).

#### Marcher lord a Earl of March
Zvláštním případem mezi britskou šlechtou, který významem odpovídá spíše původnímu markraběti než "modernějšímu" markýzi jsou tzv. baroni (lordi) v markách oddělujících Wales od Anglie (Welsh Marches). Tato podmáčená pohraniční území dával ve středověku anglický král k ostraze svým věrným vazalům. K nejvýznamnějším z nich patřili baroni (později povýšení na hrabata - Earl) z Chesteru, Shrewsbury, Gloucesteru či Pembroke. Souhrnně se tito šlechtici označovali jako Marcher lords. Dále existoval na Britských ostrovech šlechtický titul Earl of March, který náležel jeden pánovi ve Welsh Marches a byl udělen anglickým králem a jednak pánovi ve Skotských markách (Scotish Marches) udílený skotskými králi.. Ve Velšských markách byl poprvé udělen v roce 1328 a v současnosti náleží jako dvorský titul (courtesy title) Charlesovi Gordonu-Lennoxovi, prvorozenému synu 10. vévody z Richmondu. Starší skotský titul má svůj původ již ve 12. století a dnes náleží hrabatům of Wemyss and March. Ve skotských markách dále patřil v minulosti přídomek of March baronské (Lord of Parliament) rodině Wardenů, ale počátkem 17. století vyhasl.

### Francie

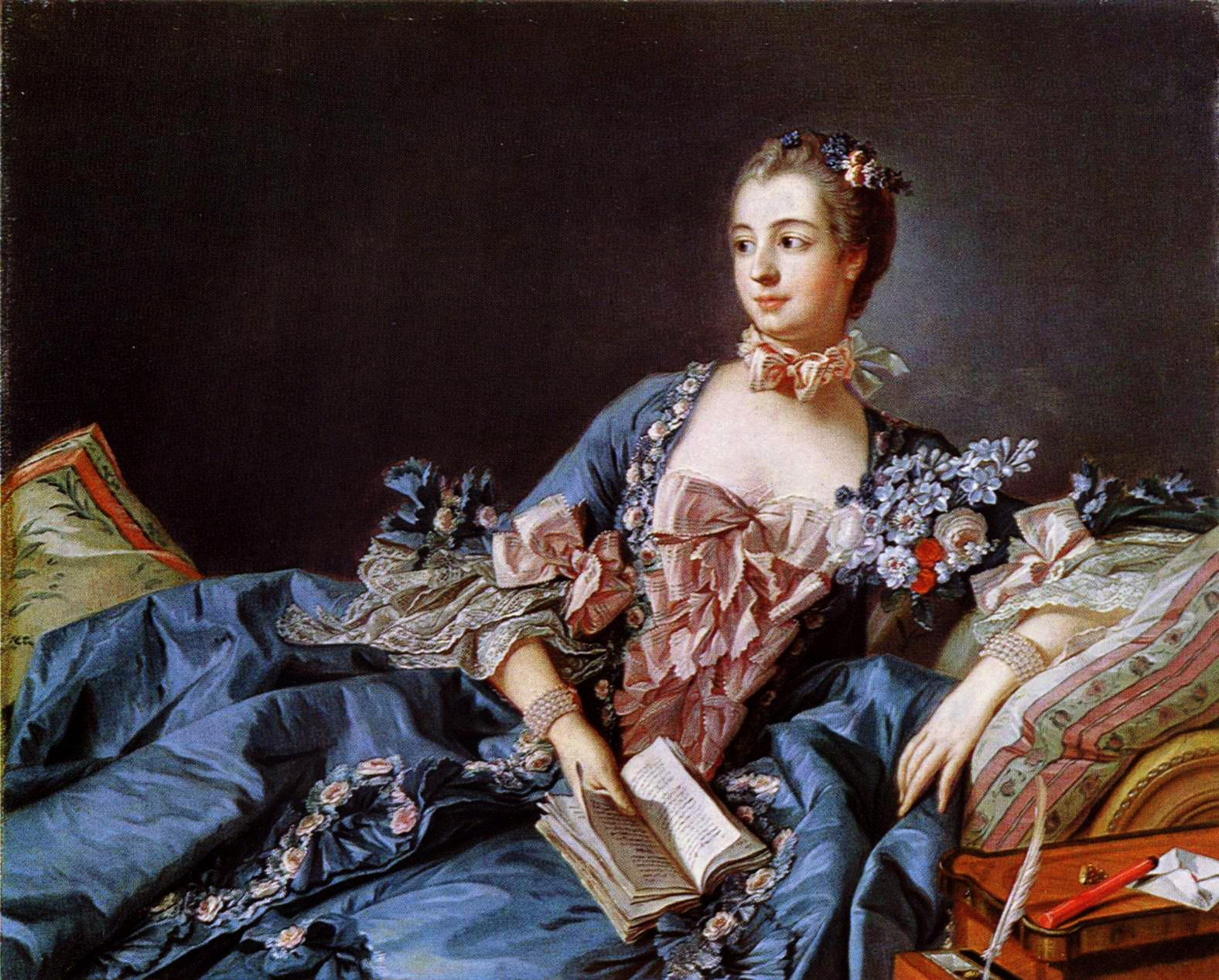
Markýza de Pompadour

Ve středověké Francii žádní markýzové neexistovali a nenavazovalo se tak na tradici franských markrabat. Prvním nesporným francouzským markýzem se stal roku 1506 Louis de Villeneuve jako markýz z Trans. Během francouzské historie bylo kreováno několik stovek markýzů. V dobách Ludvíka XIV. a Ludvíka XV. se titul markýz dával královským metresám (př. markýza de Montespan, markýza de Pompadour apod.). Titul markýze byl v dobách monarchie oficiálně zrušen pouze za Napoleona I. a to jen přechodně do nástupu restaurace. Někteří, nikoli všichni francouzští markýzové byli také pairy. Ve Francii byl titul markýze druhým nejvyšším řádným šlechtickým titulem po vévodovi. Z francouzštiny pochází výraz markýzství označující panství markýze a lišící se od markrabství. Francouzští markýzové za starého režimu byli oslovování „pane markýzi“ (Monsieur le Marquis) či neoficiálně „Vaše Magnificence“ (Vôtre Magnificence). V 19. století byl obvyklejší titul „Excelence“ (Vôtre Excellence).

### Španělsko
Ve Španělsku je titul markýze starý a byl králem udělován již v období pozdního středověku. V současnosti (údaj z roku 2005) je ve Španělsku 1362 markýzů, což z markýze dělá vůbec nejfrekventovanější titul vyšší šlechty. Markýz je ve Španělsku druhým nejvyšším titulem po vévodovi a všichni současní markýzové jsou buď markýzy-grandy (pouze 44 titulů), či je jejich titul dvorským, doplňkovým titulem pro vévodu-granda nebo markýze-granda. Tak jako jiné tituly vyšší šlechty je ve Španělsku možné zdědit titul markýze sňatkem s prakticky automatickým potvrzením držby titulu králem, což jinde v Evropě možné není. Španělský markýz a grand se oslovuje „Excelence“ (Excelentísímo Señor), pokud by nebyl grandem, náleželo by mu oslovení „Vysoce urozený pane“ (Illustrísímo Señor).

### Portugalsko
V Portugalsku se první markýzové objevují v 15. století aniž by titul měl v zemi tradici a aniž by přímo navazoval na franská markrabata. Snad pod vlivem španělského nebo italského prostředí byl roku 1451 jmenován Afonso de Bragança, 4. hrabě de Ourem markýzem z Valençy, čímž se stal prvním markýzem v království. Celkem bylo v historii Portugalska jmenováno 91 markýzů. Posledním (markýzem z Vale Flor) se stal roku 1907 José Luís Constantino Dias, 1. hrabě de Vale Flor. Tak jako ve Španělsku či Velké Británii byl v Portugalsku markýz po vévodovi druhým nejvyšším šlechtickým titulem. Stejně jako jiné portugalské šlechtické tituly, je i titul markýze dědičný vždy jen pro prvorozeného syna. S královským potvrzením šlo titul získat také sňatkem od vymírajícího rodu. Od roku 1967 již v Portugalsku z právního hlediska žádná šlechta neexistuje a titul je tedy formálně neplatný.

### Itálie
V Itálii měla hierarchie šlechtických titulů 10 stupňů (od nejvyššího k nejnižšímu): principe, duca, marchese, conte, visconte, barone, signore, nobile, patrizio a cavaliere. Všechny tituly byly dědičné. Před sjednocením Itálie udílel titul markýze císař, papež, neapolský a sicilský král, toskánský velkovévoda, savojský vévoda z titulu italského říšského vikáře i z titulu piemontsko-savojského panovníka a posléze sardinského krále. Titul markýze v Itálii plynule navázal na franského markraběte a jako markýzové (Marchese) byli posléze v Itálii označováni i panovníci starých markrabství (Montferrat, Istria, Modena apod.). Markýz byl tak již ve středověku jak šlechtickým titulem, tak titulem drobného panovníka. V důsledku těchto skutečností je dnes (2016) v Itálii neobyčejně mnoho markýzů, řádově několik stovek.
Na rozdíl od západní Evropy náleží titul markýze v Itálii v některých případech nejen hlavě rodu, ale všem členům rodu, někdy pouze všem mužským členům. Stejně jako u ostatních titulů dochází i u markýze k časté kumulaci a jeden šlechtic může najednou držet třeba pět titulů markýzů. Od sjednocení Itálie v roce 1870 byl markýz zařazen jako třetí nejvyšší titul v zemi po knížeti a vévodovi. Italští králové kreovali nové markýze dokonce i po zániku monarchie (1946) a konkordát s Vatikánem znamenal automatické italské uznání všech dosavadních i budoucích markýzů kreovaných papežem. Italský markýz má nárok na oslovení: Excelence (Vostra Eccelenza), případně Milosti (Vostra Gracia).

### Papežští markýzové

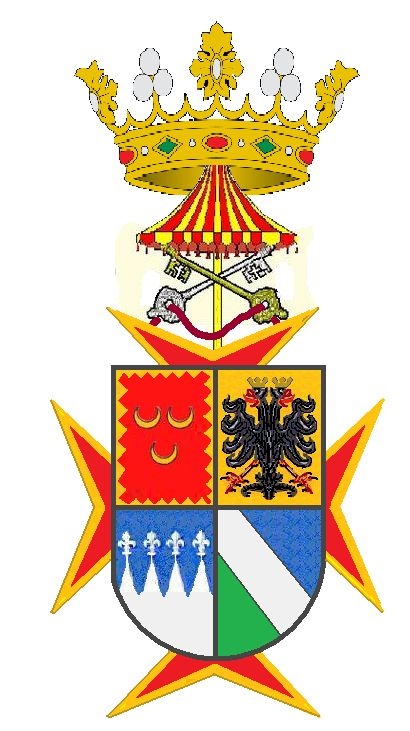
Erb markýzů Serlupi-Crescenzi se znakem jejich úřadu - papežským baldachýnem

Svatý stolec udílel od středověku tituly markýze. Je třeba rozlišovat mezi feudálními markýzi Papežského státu, kteří byli klasickou zemskou šlechtou podle obvyklých evropských zvyklostí a mezi markýzi udílenými papežem jako zvláštní vyznamenání věrným osobám, většinou cizincům mimo Papežský stát. Takový titul býval sice dědičný, ale přísně primogeniturní, tj. dědičný jen v linii prvorozeného syna, přičemž mladší potomci neměli od papeže titul žádný. Také se jednalo o titul bez predikátu. Šlo-li o Itala, byl takto vyznamenaný titulován Marchese Romano, neitalský markýz býval označován latinsky jako Marchio Romanus. Takovéto tituly mnohdy dostávali věrní katolíci v protestantských zemích, např. ve Švédsku rodina Lagergren. V českých zemích obdržel titul Marchio Romanus spolu s titulem papežského komoří v roce 1912 židovský konvertita Albrecht Kubinzky. Roku 1917 dosáhl konfirmace svého titulu ve Španělsku. V Rakousku-Uhersku se ale musel spokojit s rytířským titulem a predikátem "von Hohenkubin", uděleném rovněž roku 1912.

#### Markýzové baldachýnu
Šest rodů italských markýzů získalo v Papežském státě zvláštní privilegium, umožňující hlavám těchto rodů při nejslavnostnějších liturgických ceremoniích držet po jedné ze šesti tyček baldachýnu nad hlavou Svatého otce. Titul markýz baldachýnu (italsky Marchese di Baldacchino) drží dědičně hlavy šesti rodů: Patrizi Naro Montoro, Serlupi Crescenzi, Costaguti, Theodoli, Saccheti a původně také Massimo, kteří byli po svém povýšení do knížecí hodnosti v roce 1826 nahrazeni rodem Soderini, který drží navíc též obdobný titul hraběte baldachýnu. S titulem markýze baldachýnu jsou spojena zvláštní privilegia, jako je právo na titul Don, v Itálii užívaný jinak jen knížaty a vévody, nebo právo na oslovení: Vaše Magnificence (Vostra Magnificenza), které je mezi italskými markýzi unikátní. Markýzové baldachýnu také smějí v předpokoji Svatého otce klečet na stejných polštářích, jako knížata a vévodové ve službách papeže. Jinak má však tento titul v současnosti již malý význam, protože Vatikán nadále ceremonie s papežským baldachýnem nepořádá.

### Norsko
V Norsku byl titul markýze udělen pouze dvakrát a pod italským vlivem. V roce 1709 odměnil král Frederik IV. florenťana Huga Accoramboniho panstvím Lista s titulem markýze, o rok později pak Frederik udělil ještě titul panství a titul markýzů z Mandalu rodině Ratta z Bologni. Šlo o jediné oficiální markýze ve Skandinávii.

### Belgie
V oblasti dnešního Beneluxu se titul markýze objevuje od počátku 16. století, kdy začal být udělován Karlem V. z titulu vévody burgundského. Prvním markýzem (z Aarschotu) se v roce 1519 stal Phillipe II. de Croÿ. Od té doby byl titul v oblasti udílen místními vladaři až do počátku 20. století, ovšem nepříliš často. V nizozemštině byl často zaměňován titul markýz (markies) a markrabě (markgraaf) i u místních markýzů (například markýz či markrabě z Bergen-op-Zoom, kreovaný roku 1533). Rovněž pro panství markýze se užívají střídavě výrazy markgraafschap i markiezaat. Ačkoli zejména ve 12. století vzniklo v oblasti několik říšských markrabství (např. roku 1188 Namur), nelze zřejmě hovořit o přímé návaznosti titulu markýze na stará markrabata. V současnosti žijí markýzové ze všech tří zemí Beneluxu pouze v Belgii (v Nizozemsku má ovšem král vedlejší titul markýze z Veere a Vlisingenu). V Belgii žije dnes devět rodů markýzů, kteří jsou součástí belgické šlechtické obce. Někteří z nich mají titul markýze dědičný jen pro prvorozeného syna, jiní jsou markýzi v celém rodě. Naposledy byl titul markýze udělen roku 1902 rodině Imperiali s údajně byzantskými kořeny a to pro všechny v Belgii usazené členy rodu, ale bez uznání knížecího titulu, který rod užíval v Itálii. Belgický král sám je markýzem (markrabětem) antverpským a několik oficiálně negarantovaných markýzů se objevuje i ve vedlejších titulech belgických vévodů a knížat (např. Beaufort-Spontinové jsou tradičně též markýzi z Florennes). Dnes je markýz oficiálně po knížeti druhým nejvyšším šlechtickým titulem v zemi, nově se ale již neuděluje ani nepotvrzuje.

### Monako
V Monaku dnes oficiálně neexistuje žádná šlechta mimo knížecí rodinu. Jediným markýzem je tak dědičný princ Monackého knížectví Jaques, který nese tradiční titul vládnoucího rodu: markýz z Baux.  

### Rakousko a Rakousko-Uhersko
V habsburské monarchii před napoleonskými válkami byli markýzové řádnou součástí šlechtických obcí některých okrajových zemí soustátí, především italských provincií a tzv. Rakouského Nizozemí, zvaného ovšem oficiálně jako Burgundské vévodství. Markýzové z těchto zemí se přirozeně pohybovali také v prostředí vídeňského dvora (belgický markýz Merode de Westerloo, neapolský Capecce di Rofrano či milánský Botta de l´Adorno). Jiné rody markýzů se dokonce do hlavního města monarchie stěhovaly odjinud (rod Obizzi z Benátska). Ve stavovských společnostech dědičných zemí nebo Uher ovšem jejich „exotické“ tituly uznávány nebyly, pouze u dvora. Po vzniku Rakouského císařství byli od roku 1815 markýzové nadále součástí šlechtické společnosti Lombardsko-Benátska a jejich tituly jim byly od roku 1816 potvrzovány. K povyšování nových markýzů ovšem již nedocházelo, aby se postupně dosáhlo sjednocení zdejší titulatury se zbytkem císařství a perspektivně vytvoření jednotné „rakouské šlechty“. I po ztrátě Lombardsko-Benátska v l. 1859 a 1866 zůstalo na území mocnářství několik rodů markýzů, kteří sice směli své tituly užívat, ovšem nic jim z nich neplynulo. Rakouští markýzové se řadili k hrabatům a jejich titul byl často do němčiny překládán jako Markgraf, tedy markrabí. K nejznámějším rodinám markýzů žijícím ve střední Evropě patří rod Pallaviciniů. Třem markýzům v Rakousku-Uhersku (rodům Canossa, Cavriani a Guidi) bylo dokonce po roce 1861 umožněno získat vysoce prestižní dědičné členství v panské sněmovně říšské rady.

## Galerie

Hodnostní koruna belgických markýzů
Hodnostní koruna francouzských, španělských, portugalských a italských markýzů (španělští grandi mají korunu vyloženou rudou sametovou čepičkou)
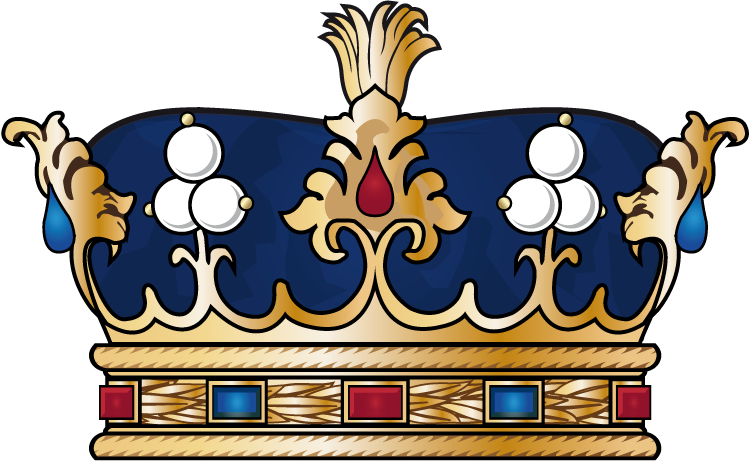
Hodnostní koruna francouzského markýze, který byl zároveň pairem
Hodnostní koruna norského markýze